# 洪水坑水塘

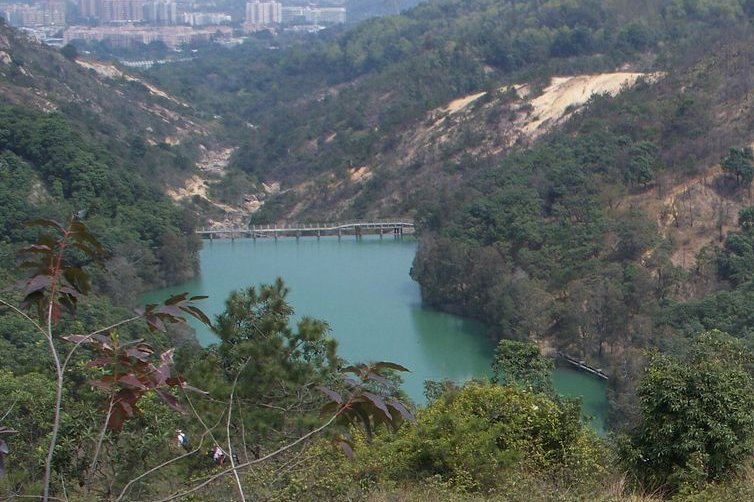
洪水坑水塘

洪水坑水塘（英語：Hung Shui Hang Reservoir）亦稱丹桂坑水塘，位於香港屯門九徑山北面，位於大欖郊野公園西北部邊緣，位於藍地水塘東面不足一公里處。洪水坑水塘屬灌溉水塘，即非食水用塘，主要用作灌溉農田。水塘的水會流經丹桂村、鍾屋村一帶再流經洪水橋，經過天水圍西側，成為該區著名的「臭河」，最後匯入海灣。
洪水坑水塘分為上下兩個塘，水塘環境清幽恬靜，地處偏遠，鄰近藍地石礦場，附近亦沒有郊遊設施，因此即使假日亦人跡罕至。